# رود داوني
رود داوني (بالإنجليزية: Rod Downey)‏ هو عالم حاسوب ورياضياتي أسترالي ونيوزيلندي، ولد في 20 سبتمبر 1957.